# John Fontenay
John Fontenay (provavelmente Pensilvânia ou Massachusetts, c. 1769 – Hamburgo, 7 de março de 1835) foi um armador e comerciante, que viveu e trabalhou a partir de 1800 principalmente em Hamburgo. Adquiriu diversos terrenos e imóveis. Sobre Fontenay atualmente lembram três nomes de ruas na região denominada "Fontenay" na margem sudoeste do rio Alster.

## Vida

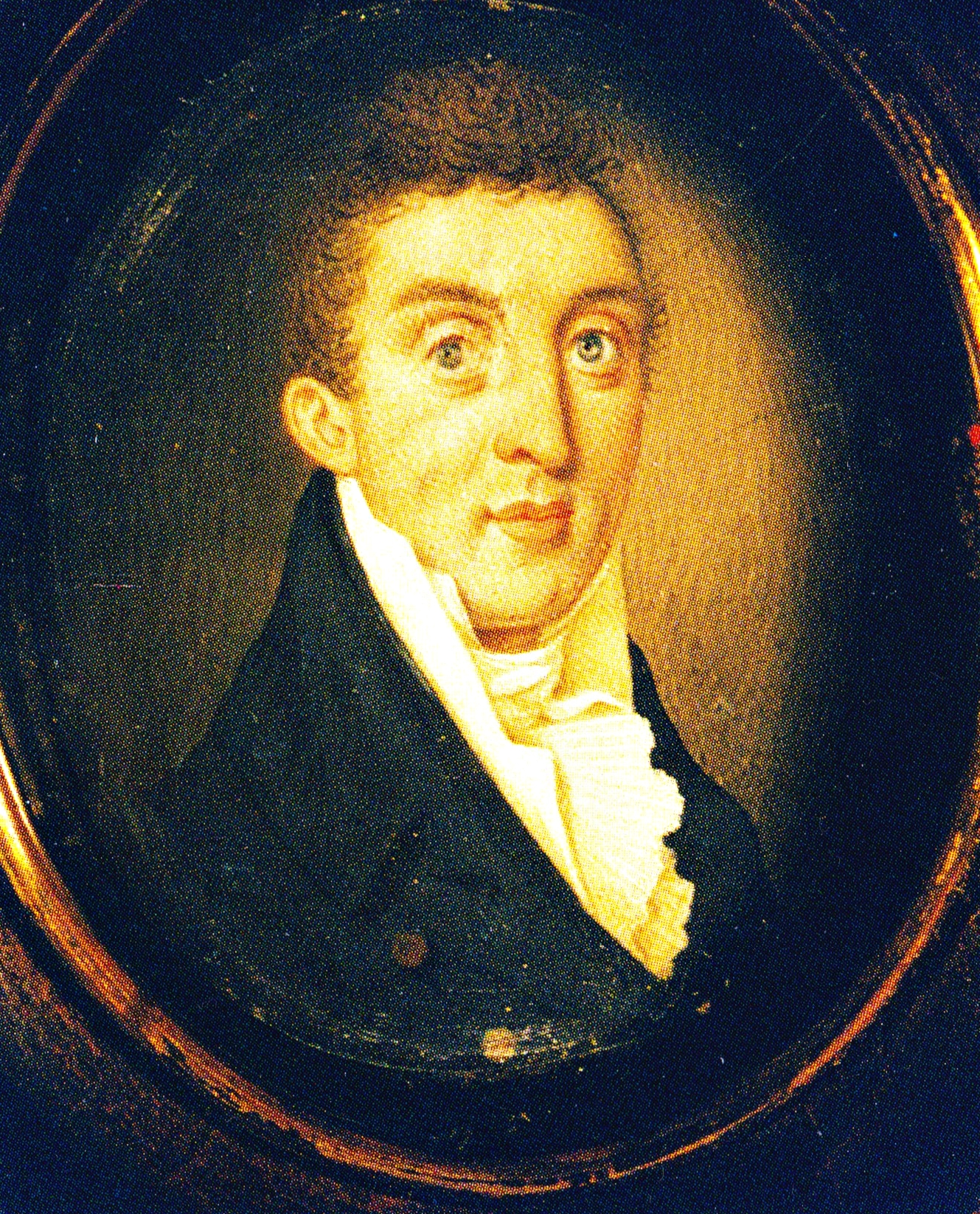
Fontenay no início da década de 1830

### Infância e juventude
Sobre seus primeiros anos até sua chegada em Hamburgo pouco se sabe; o local e a data de seu nascimento são incertos. Fontenay, que nunca festejou seu aniversário, declarou ter nascido na virada de 1769 para 1770 em Filadélfia.: página 16 Pesquisadores suspeitam que sua mãe Jane Fontenay o pariu aos 13 anos de idade poucos meses após chegar como imigrante nos Estados Unidos em Swan Island, Maine.. Ela possivelmente ficou grávida de um desconhecido durante a travessia da Ilha de Jersey para Boston a bordo da escuna Molly.: páginas 14–17.
Passou os primeiros anos de vida na Ilha de Swan, na casa de Philip Dumaresq, um comerciante nobre que empregou a mãe de Fontenay como babá da família.: página 18 Com a idade de aproximadamente sete anos Fontenay mudou-se para a casa de Samuel Garrigues e Mary Ralph em Filadélfia, onde permaneceu provavelmente até a idade adulta.: página 20f. Não é sabido com certeza quando Fontenay mudou-se para Hamburgo. Em 1801 seu nome apareceu pela primeira vez no livro de endereços de Hamburgo. Em 20 de maio do mesmo ano foi eleito corretor de navios; sete dias depois obteve o pequeno Hamburger Bürgerrecht.: página 23–25 Ele precisava deste direito para casar com a rica viúva Anna Catharina Kirsten, casamento que aconteceu em 24 de janeiro de 1802. Kirsten tinha quatro filhos menores de idade, dos quais Fontenay cuidou até morrer.: página 27–29 No casamento declarou ser filho legítimo de Mary Ralph da Filadélfia: página 13 e declarou morar em Hamburgo desde 1797.: página 31

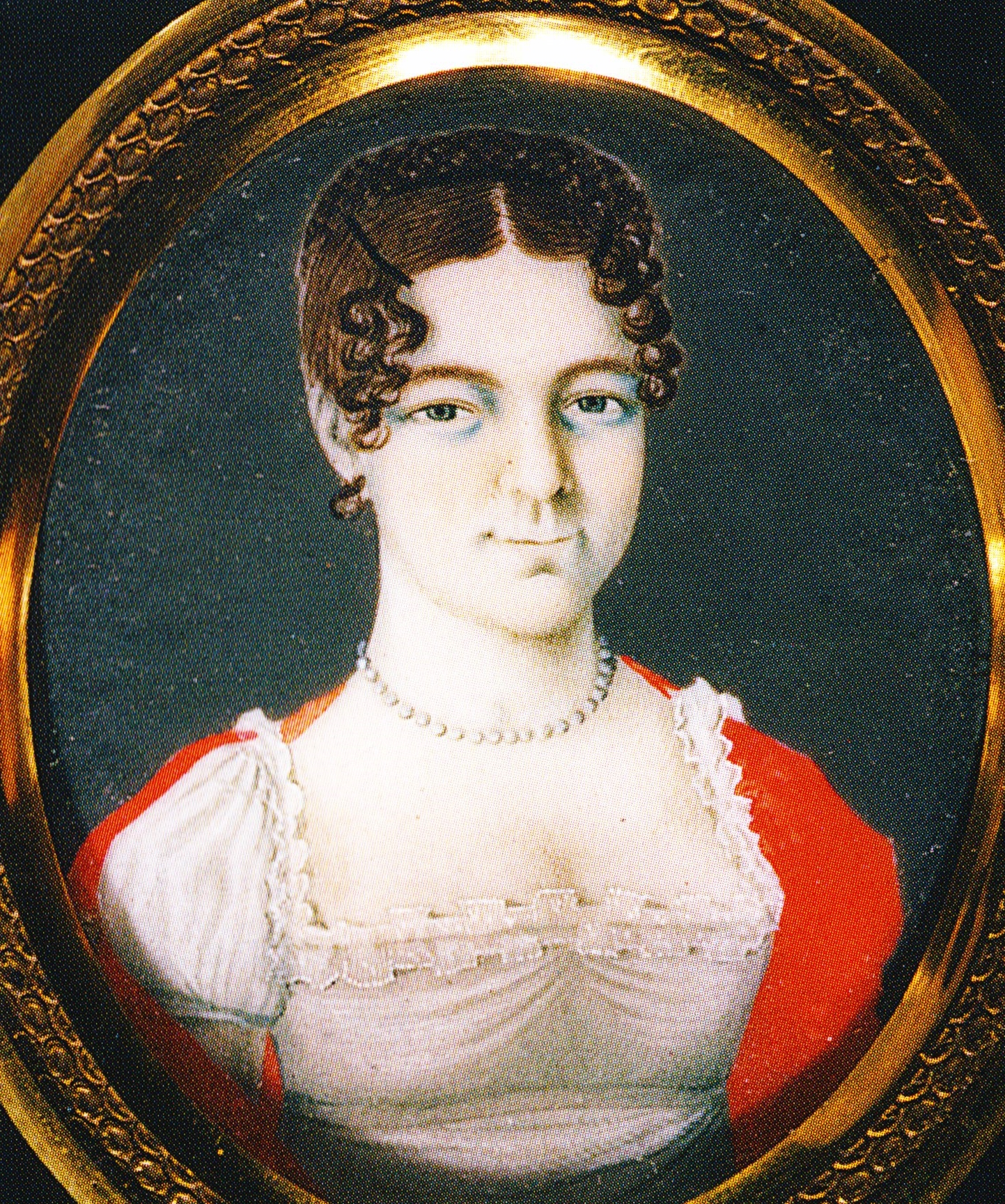
A mulher de Fontenay Anna Catharina Kirsten, ca. 1802

### Vida em Hamburgo
Depois que Fontenay iniciou suas atividades profissionais em Hamburgo em 1801, a situação econômica de sua família piorou, devido ao Bloqueio do Elba e ao Período dos Franceses em Hamburgo. Em 11 de abril de 1810 vendeu todos os bens da família e deixou três semanas depois a cidade juntamente com seus familiares, viajando através de Glückstadt e Cuxhaven para a Inglaterra, onde permaneceu durante treze meses.: Seite 50 u. 58 Em junho de 1811 mudou-se com a família para a cidade francesa de Morlaix, viajando depois de quatro semanas em Paris para Clermont-Ferrand, onde morou durante dois anos. Quando em Londres se apresentou como comerciante de Hamburgo, apresentando-se então como cidadão dos Estados Unidos quando na França. As razões para a escolha do Maciço Central francês não são conhecidas. Lá viveu de forma recatada, tendo pouco relacionamento com seus moradores. Atividades comerciais suas nesta época não são conhecidas. Após a derrota de Napoleão Bonaparte a família mudou-se em junho de 1813 para Schleswig, então sob domínio dinamarquês, e retornou em maio de 1814 para Hamburgo, onde Fontenay reassumiu sua antiga profissão.:páginas  58–65

Bandeira da Empresa de Navegação Kirsten

## Sepultura da família

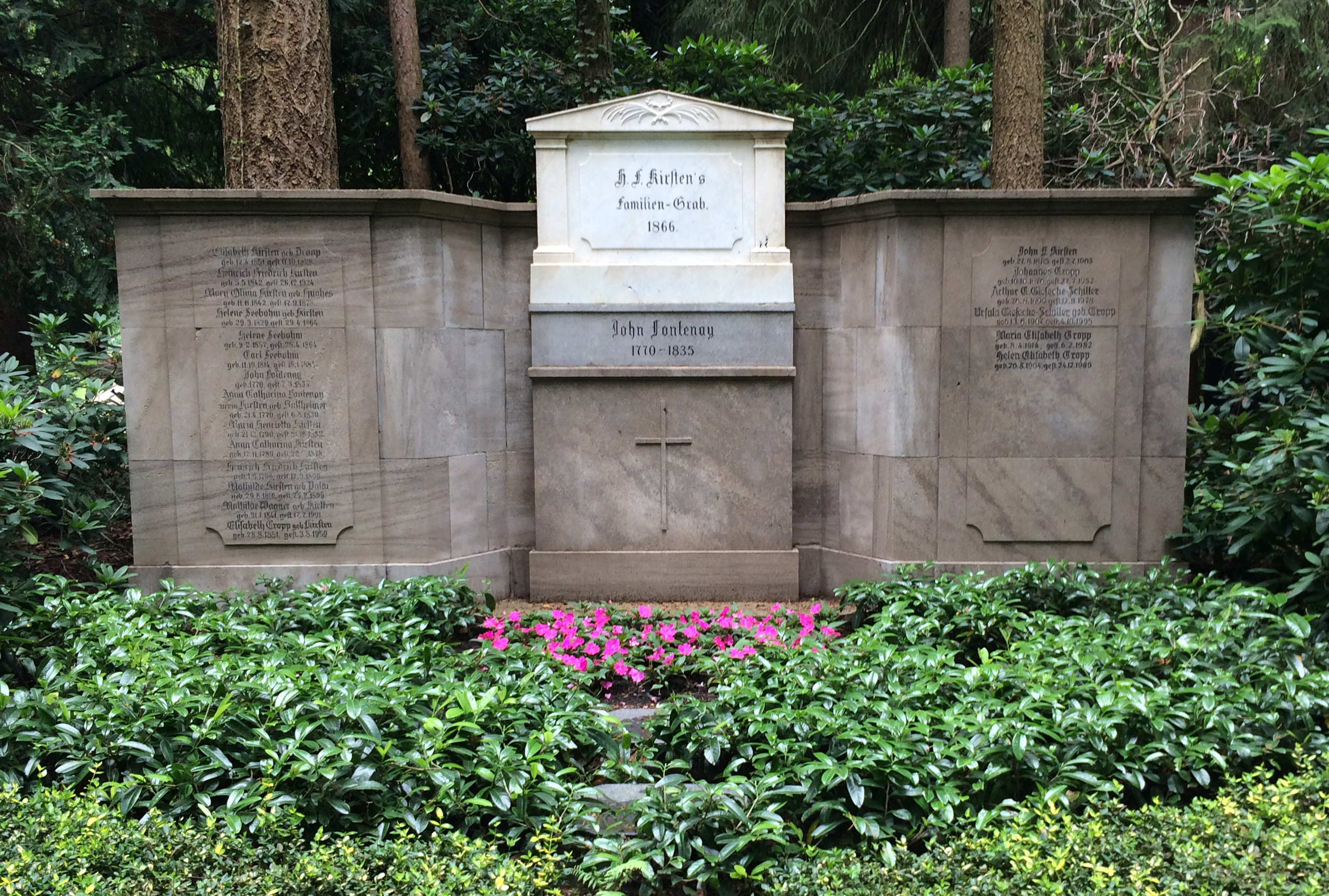
Sepultura das famílias Kirsten e Fontenay no Cemitério de Ohlsdorf

Fontenay morreu em 7 de março de 1835 em sua residência na Mittelweg 185.:p. 228 Sua viúva Anna Catharina adquiriu uma cripta para a família Kirsten no local de sepultamentos da Hauptkirche Sankt Michaelis na frente da Dammtor. A cripta ficava somente alguns minutos a pé de distância da residência da família fora dos muros da cidade. Este local de sepultamentos próximo à cidade foi fechado para sepultamentos em 1879. Depois disso a família Kirsten adquiriu túmulos no Cemitério de Ohlsdorf (quadra Z 11), para onde os restos mortais de John Fontenay foram trasladados em 1924.

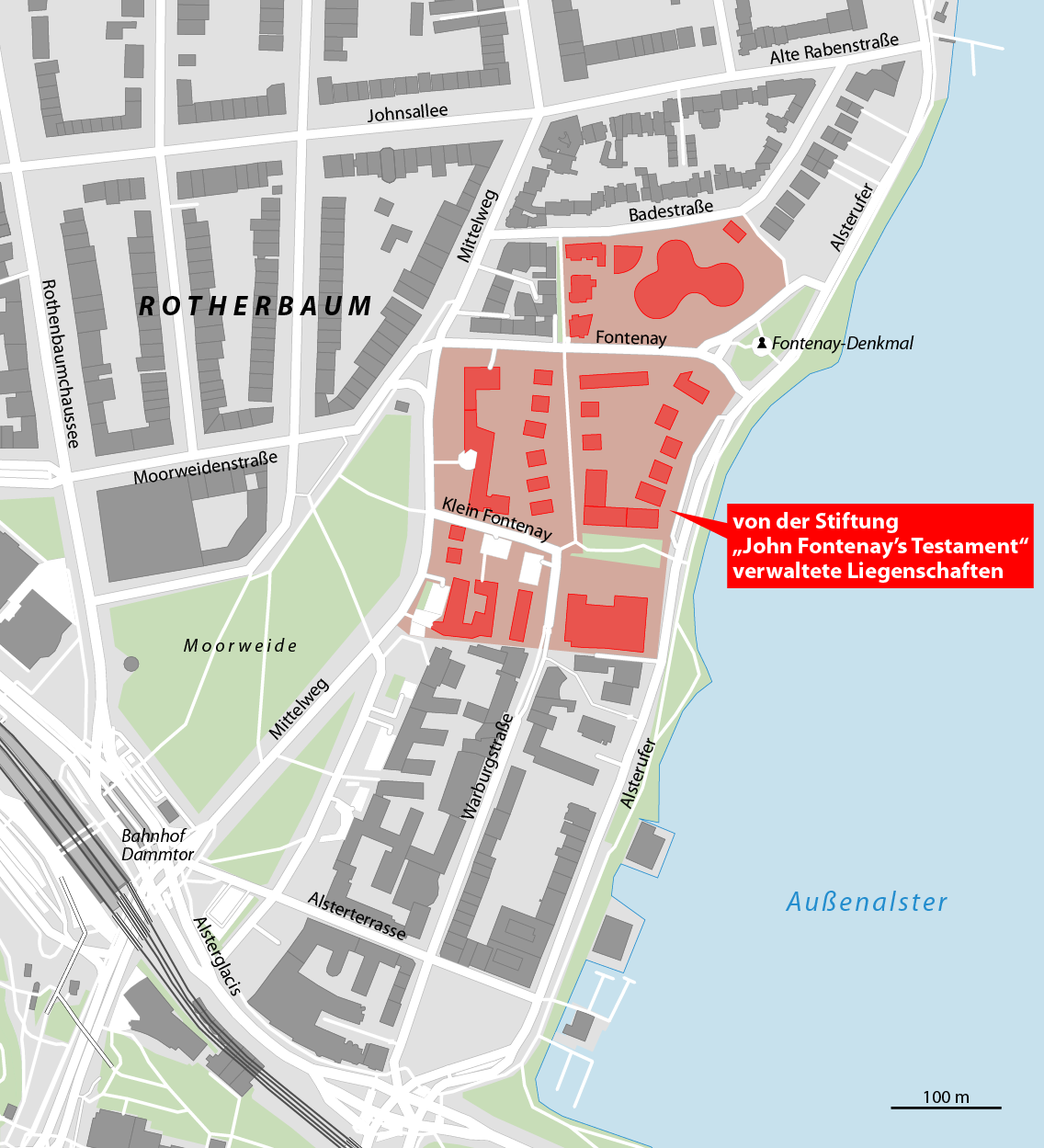
Von der Stiftung „John Fontenay's Testament“ verwaltete Liegenschaften in Hamburg-Rotherbaum

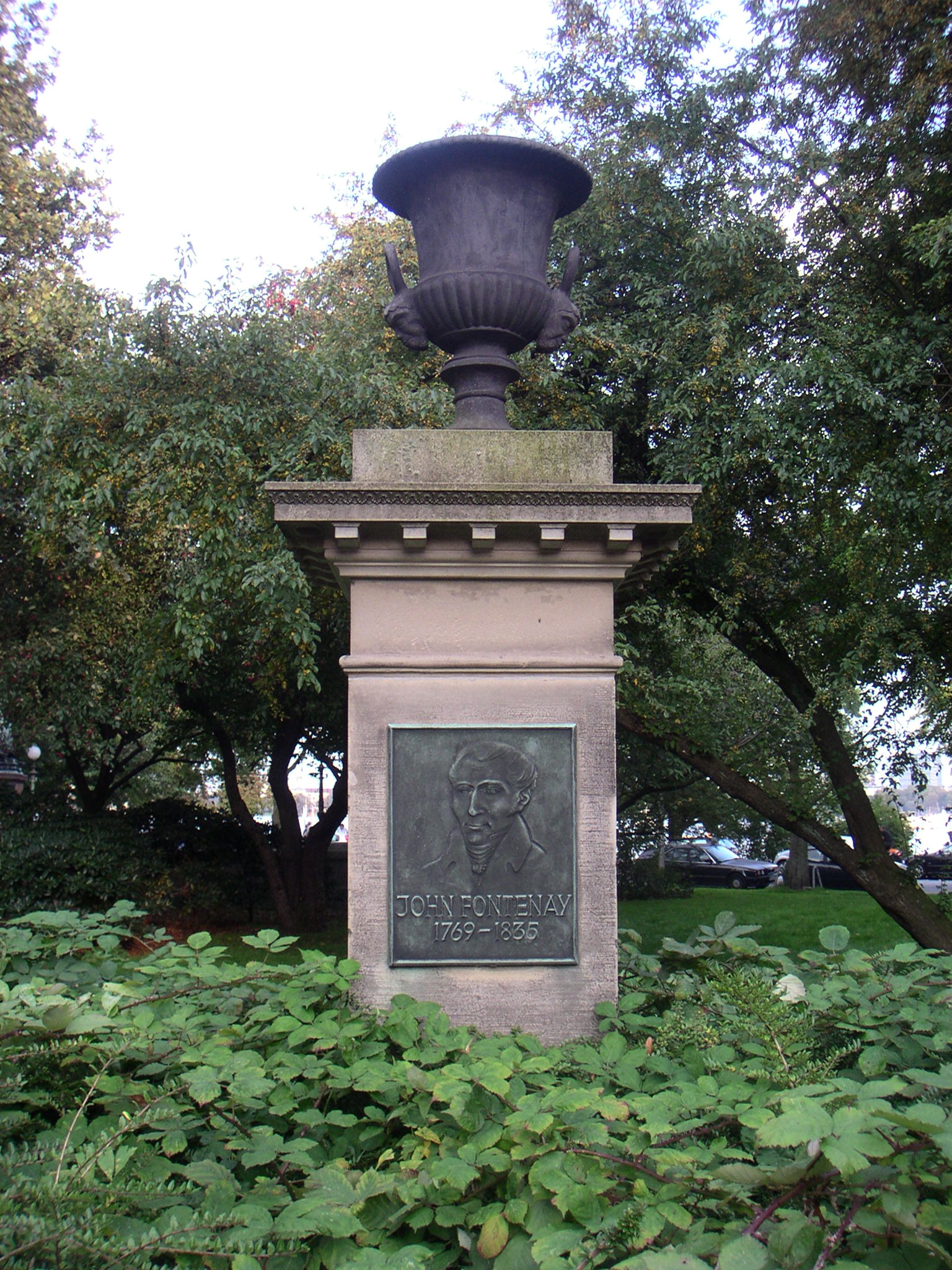
O monumento a Fontenay